# Quidproquo confusum
Quidproquo es un género monotípico de plantas fanerógamas perteneciente a la familia Brassicaceae. Su única especie: Quidproquo confusum es originaria de  Oriente Próximo donde se encuentra en Israel y Líbano.

## Taxonomía
Quidproquo confusum fue descrita por Greuter & Burdet y publicado en Willdenowia 13: 94. 1983.